# 6019 Telford
6019 Telford è un asteroide della fascia principale. Scoperto nel 1991, presenta un'orbita caratterizzata da un semiasse maggiore pari a 3,0066838 UA e da un'eccentricità di 0,0440858, inclinata di 8,58528° rispetto all'eclittica.
L'asteroide è dedicato all'ingegnere scozzese Thomas Telford.